# Nawi Chaiphetr
Nawi Chaiphetr (thailändisch นาวี ชัยเพ็ชร; * 12. November 2005) ist ein thailändischer Fußballspieler.

## Karriere
Nawi Chaiphetr erlernte das Fußballspielen in der Jugend des Trat FC. Hier unterschrieb er Anfang August 2023 auch seinen ersten Vertrag. Der Verein aus Trat spielte in der ersten Liga, der Thai League. Am Ende der Saison 2023/24 musste der Verein als Tabellenletzter in die zweite Liga absteigen. In seiner ersten Saison kam er nicht zum Einsatz. Sein Zweitligadebüt gab Nawi Chaiphetr am 19. Oktober 2024 (9. Spieltag) im Heimspiel gegen den Lampang FC. Bei dem 1:1-Unentschieden stand er in der Startelf und spielte die kompletten 90 Minuten.